# Wilmon Henry Sheldon
Wilmon Henry Sheldon (auch Wilmon H. Sheldon, * 4. April 1875 in Newton, Middlesex County, Massachusetts; † 26. Februar 1980 in Rutland, Rutland County, Vermont) war ein US-amerikanischer Philosoph.

## Leben

### Familie und Ausbildung
Der aus der im Middlesex County im Bundesstaat Massachusetts  gelegenen Stadt Newton stammende Wilmon Henry Sheldon, Sohn des Henry Newton Sheldon sowie dessen Ehegattin Clara Phelps Morse Sheldon, wandte sich nach dem Besuch der öffentlichen Schulen dem Studium der Philosophie bei William James, Josiah Royce sowie George Santayana an der Harvard University zu, dort erwarb er 1895 den akademischen Grad eines Bachelor of Arts, im Folgejahr jenen eines Master of Arts, 1899 erfolgte seine Promotion zum Doctor of Philosophy (Ph. D.).
Der überzeugte Anhänger der Demokraten Wilmon Henry Sheldon vermählte sich am 12. Juni 1903 mit der aus Richmond im Bundesstaat Indiana gebürtigen Elisabeth Franc Dunham. Sheldon, der viele Jahre in Hanover im Bundesstaat New Hampshire residierte, verstarb Ende Februar 1980 im hohen Alter von 104 Jahren.  Seine letzte Ruhestätte fand er auf dem Central Burying Ground in Hamden im Bundesstaat Connecticut.

### Beruflicher Werdegang
Im Anschluss an seinen Studienabschluss trat Wilmon Henry Sheldon eine Stelle als Assistant in Philosophy an der University of Wisconsin an, 1901 wechselte er in der Funktion eines Lecturer in Philosophy an die Columbia University nach New York City. 1905 verzog er nach Princeton im Bundesstaat New Jersey, wo er an der dortigen Universität zum Preceptor am Department of Philosophy bestellt wurde. Im Jahre 1909 folgte Sheldon einem Ruf des Dartmouth College, dort wurde er mit der Position eines Professor of Philosophy betraut. 1920 wurde er in derselben Funktion an die Yale University verpflichtet, dort hielt er zusätzlich in den Jahren 1923 bis 1926 die Leitung des Department of Philosophy inne, 1936 wurde er zum Sheldon Clark Professor ernannt, 1943 erfolgte seine feierliche Emeritierung. Danach setzte der 1940 mit einem Fellowship des Silliman College Ausgezeichnete seine wissenschaftliche Arbeit bis nach seinem 90. Lebensjahr fort.
Der von der Metaphysik inspirierte, sich in seiner wissenschaftlichen Arbeit insbesondere mit der Prozessphilosophie sowie der Entwicklungsphilosophie befassende Wilmon Henry Sheldon, bekleidete eine Mitgliedschaft in der American Philosophical Association, dort wirkte er in den Jahren 1921 bis 1922 als President der Eastern Division.

## Publikationen (Auswahl)
- The identity of the theoretical and practical attitudes, Thesis (Ph. D.)--Harvard University, 1899
- Strife of systems and productive duality; an essay in philosophy, Harvard University Press; [etc., etc.], Cambridge, 1918
- America's progressive philosophy, in: Powell lectures on philosophy at Indiana University, Yale University Press, New Haven,  H. Milford, Oxford University Press, London, 1942
- Process and polarity, in: Woodbridge lectures, no. 1., Columbia University Press, New York, 1944
- Professor Maritain on philosophical co-operation, St. Louis University, St. Louis, Mo., 1945
- God and polarity: a synthesis of philosophies, Yale University Press, New Haven, 1954
- Rational religion: the philosophy of Christian love, Philosophical Library, New York, 1962
- Agapology; the rational love-philosophy guide of life, Christopher Pub. House, Boston, 1965
- Woman's mission to humanity, Christopher Pub. House, Boston, 1968
- The young offer a new step: the hidden meaning in today's youthful rebellion, Christopher Pub. House, North Quincy, Mass., 1970